# Juan José Castro Justo
Juan José Castro Justo (San Luis Acatlán, Guerrero, 13 de abril de 1952) es una político mexicano, miembro del Partido Revolucionario Institucional (PRI). Fue en tres ocasiones diputado federal y en una senador por su estado.

## Biografía
Es licenciado en Ciencias Políticas y Administración Pública por la Universidad Nacional Autónoma de México (UNAM). Es miembro activo del PRI desde 1968.
De 1978 a 1979 fue director de personal de la Casa Cuna del Sistema DIF, de 1979 a 1982 fue presidente del comité del PRI en el distrito 38 del Distrito Federal y el último año ocupó el cargo de director de apoyo a productores en la comisión para el Desarrollo Rural del Departamento del Distrito Federal.
De 1984 a 1987 fue secretario general de la Liga de Comunidades Agrarias y Sindicatos Campesinos, sección de la Confederación Nacional Campesina (CNC) en el Distrito Federal y de 1985 a 1989 también fue secretario de zonas urbanas del comité ejecutivo nacional de la CNC. Simultáneamente, en 1985 había sido elegido por primera ocasión diputado federal, siendo representante del Distrito 40 del Distrito Federal a la LIII Legislatura que concluyó en 1988.
De 1989 a 1990 fue delegado de la CNC en el estado de Guerrero, y en 1990 fue nombrado procurador social de la Montaña y Asuntos Indígenas del gobierno de Guerrero por el gobernador José Francisco Ruiz Massieu. Dejó el cargo para ser elegido diputado a la LXIII Legislatura del Congreso del Estado de Guerrero para el periodo de 1990 a 1993, pero en 1991 se separó de dicho cargo para ser postulado y luego elegido por segunda ocasión diputado federal; en esta ocasión por el Distrito 5 de Guerrero a la LV Legislatura que concluyó en 1994 y en la que fue secretario de la comisión de Bosques y Selvas.
De 1993 a 1996 fue secretario general de la Liga de Comunidades Agrarias y Sindicatos Campesinos en Guerrero y en 1996 fue nombrado coordinador general del gabinete agropecuario y en 1997 director en la Procuraduría Social del Campesino y Asuntos Indígenas en el gobierno de Guerrero, ambos por nombramiento del gobernador Ángel Aguirre Rivero. Dejó el cargo para ser por tercera vez candidato a diputado federal, resultando elegido nuevamente por el distrito 5 de Guerrero pero en esta ocasión a la LVII Legislatura que debería de haber concluido en 2000 y en la que fue integrante de las comisiones de Agricultura; de Asuntos Indígenas; y, de Derechos Humanos.
Desde 1994 había sido elegido senador suplente a las Legislaturas LVI y LVII e ése año a 2000 y de la que era senadora propietaria Guadalupe Gómez Maganda Bermeo. Cuando Gómez Maganda recibió licencia al senador el 6 de abril de 1999, Castro Justo pidió licencia como diputado el 20 de abril y el 22 protestó como senador por Guerrero, culminando su periodo constitucional al 31 de agosto de 2000. En el Senado fue secretario de la comisión de Turismo; e integrante de las comisiones de Energía y Recursos no Renovables; de Marina; de Medio Ambiente y Recursos Naturales; de Reforma Agraria; y, de Relaciones Exteriores - 1.ª Sección (Europa y Asia).
El 27 de octubre de 2015 fue nombrado titular de la secretaría de Agricultura, Ganadería, Pesca y Desarrollo Rural del gobierno del estado por el gobernador Héctor Astudillo Flores, permaneciendo en el cargo hasta el final del gobierno en 2021.